# Gennadij Ionov
Gennadij Vladimirovič Ionov (in russo Геннадий Владимирович Ионов?; Mosca, 25 maggio 1976) è un ex giocatore di calcio a 5 russo.

## Carriera
Come massimo riconoscimento in carriera vanta la partecipazione, con la nazionale russa, al FIFA Futsal World Championship 2000 concluso al quarto posto dopo la sconfitta nella finalina contro il Portogallo.